# Epping (Mosela)
Epping es una comuna francesa situada en el departamento de Mosela, en la región de Gran Este.

## Demografía
| 496 | 502 | 489 | 477 | 473 | 511 | 573 |
| Para los censos de 1962 a 1999 la población legal corresponde a la población sin duplicidades (Fuente: INSEE [Consultar]) |     |     |     |     |     |     |